# Zuiderzee

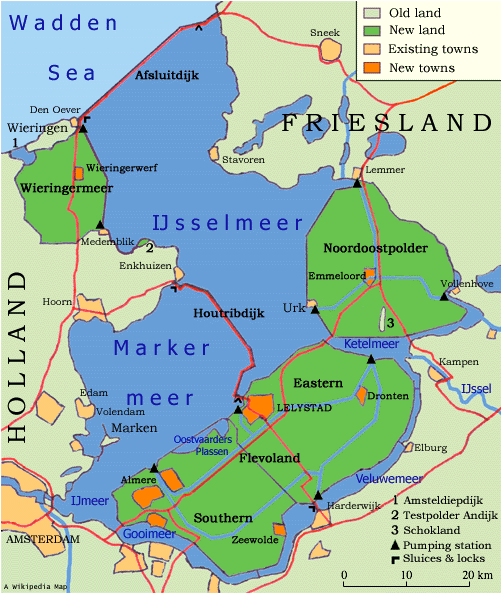
Mappa del Zuiderzee.

Il Zuiderzee /'zʌʏdərˌze:/ (tradotto in italiano Mare del Sud) fu un golfo dei Paesi Bassi, lungo le coste del Mare del Nord.

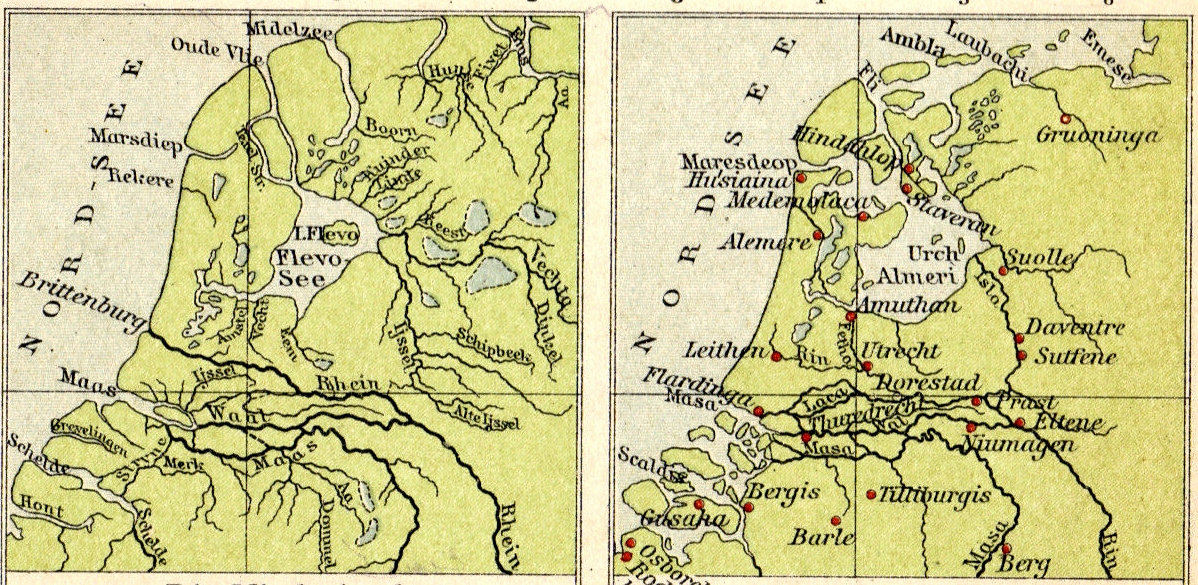
I Paesi Bassi nel I secolo e nel X secolo.

In epoca romana il Lago Flevo, che occupava gran parte di questa regione geografica, era separato dal mare dalla presenza di dune. Nel XIII secolo, a seguito di inondazioni, il mare invase il lago, creando un golfo.
Al fine di ampliare e garantire il loro territorio, gli olandesi all'inizio nel XIX secolo, avviarono un grande progetto per la creazione di polder (i Zuiderzeewerken), tratti di mare asciugato artificialmente attraverso dighe e sistemi di drenaggio dell'acqua. Tuttavia, si dovette aspettare la votazione del parlamento olandese del 1918, seguita alle terribili inondazioni del 1916, per vedere concretizzato il progetto dell'ingegnere Cornelis Lely, il più grande progetto di ingegneria idraulica intrapreso dai Paesi Bassi durante il XX secolo che prevedeva lo sbarramento dello Zuiderzee,  drenaggi di acqua e successive bonifiche.
Cuore del progetto fu la costruzione di una grande diga (Afsluitdijk) posta a nord dell'invaso, terminata nel 1932.